# Pachycephala soror
Pachycephala soror là một loài chim trong họ Pachycephalidae.